# Penyige
Penyige is een plaats (község) en gemeente in het Hongaarse comitaat Szabolcs-Szatmár-Bereg. Penyige telt 768 inwoners (2001).